# SLOW MORNING
SLOW MORNING（スローモーニング）は、かつてJ-WAVEで土曜日の午前中に放送されていたラジオ番組。

## 概要
前番組『WEEKEND CONNECTION』の後継として、2003年4月から2005年3月までの2年間放送された。一部コーナー（内包番組）は前番組から引き継いでいる。
当時話題を集めていた「スローライフ」に合わせ、それに見合った話題提供や番組構成を行なっていた。

## 放送時間
土曜
- 8:00 - 11:25　(2003年4月-10月)
- 8:00 - 11:30　(2003年11月-2005年3月)

5分間のミニ番組・『BIG LEAGUE TODAY』の休止に伴い、枠拡大。

## ナビゲーター
- 玉川美沙

このほかに週替わりでゲストを呼び、ゲストナビゲーターとして玉川とともに番組を進行していた。

## 主なコーナー
KEY COFFEE METROPOLITAN CAFE　
8:20-9:00。前番組から引き継ぎ。カフェをモチーフにしたゲストコーナー。玉川も自らの海外体験を随所で語った。
DoCoMo HAPPY LANDING!
9:20-10:00。前番組から引き継ぎ。海外で活躍する女性へのインタビューコーナー。
ゆうちょpresents DOCUMENT OF THE STYLE
10:20-11:10。ゲストナビゲーターの素顔に迫るコーナー。
BIG LEAGUE TODAY
11:05-11:10。メジャーリーグ情報コーナー。2003年シーズンは別番組扱い。2004年シーズンは内包番組化。4月-10月放送。シーズン閉幕後は休止。番組終了後の2005年シーズンは『MODAISTA』内で放送。